# 亮褐秋鼠麴草
亮褐秋鼠麴草（学名：Gnaphalium hypoleucum var. brunneonitens）为菊科鼠麴草属下的一个变种。

## 扩展阅读
- 維基物種上的相關：亮褐秋鼠麴草